# Italia en los Juegos Paralímpicos de Barcelona 1992
Italia estuvo representada en los Juegos Paralímpicos de Barcelona 1992 por un total de 87 deportistas, 69 hombres y 18 mujeres.

## Medallistas
El equipo paralímpico italiano obtuvo las siguientes medallas:
| Nombre                                                                        | Deporte                    | Evento                           |
| ----------------------------------------------------------------------------- | -------------------------- | -------------------------------- |
| Oro                                                                           |                            |                                  |
| Aldo Manganaro                                                                | Atletismo                  | 100 m B3 masculino               |
| Carlo Durante                                                                 | Atletismo                  | Maratón B1 masculino             |
| Mariella Bertini                                                              | Esgrima en silla de ruedas | Florete individual 2 femenino    |
| Mariella Bertini Rossana Giarrizzo Laura Presutto Deborah Taffoni             | Esgrima en silla de ruedas | Espada por equipos femenino      |
| Dario Merelli Natale Castellini Roberto Gallucci Paolo Martini Hubert Perfler | Golbol                     | Torneo masculino                 |
| Gianluca Saini                                                                | Natación                   | 50 m libre S10 masculino         |
| Gianluca Saini                                                                | Natación                   | 100 m libre S10 masculino        |
| Santo Mangano                                                                 | Tiro                       | Rifle de aire 3 × 40 m SH4 mixto |
| Paola Fantato                                                                 | Tiro con arco              | Individual AR2 femenino          |
| Orazio Pizzorni                                                               | Tiro con arco              | Individual AR2 masculino         |
| Plata                                                                         |                            |                                  |
| Alessandro Kuris                                                              | Atletismo                  | Salto de altura J2 masculino     |
| Aldo Manganaro                                                                | Atletismo                  | 200 m B3 masculino               |
| Mariella Bertini                                                              | Esgrima en silla de ruedas | Espada individual 2 femenino     |
| Soriano Ceccanti                                                              | Esgrima en silla de ruedas | Espada individual 2 masculino    |
| Maria Nardelli                                                                | Tenis de mesa              | Clase abierta 1-5 femenino       |
| Andrea Furlan Eberhard Walzl                                                  | Tenis de mesa              | Equipo 9 masculino               |
| Giuseppe Gabelli Luciano Malovini Orazio Pizzorni                             | Tiro con arco              | Equipo AR2 masculino             |
| Bronce                                                                        |                            |                                  |
| Francesca Porcellato                                                          | Atletismo                  | 400 m TW3 femenino               |
| Alvise De Vidi                                                                | Atletismo                  | 800 m TW1 masculino              |
| Marco Re Calegari                                                             | Atletismo                  | 1500 m TW3-4 masculino           |
| Enzo Masiello                                                                 | Atletismo                  | 5000 m TW3-4 masculino           |
| Maurizio Nalin                                                                | Atletismo                  | Disco THW7 masculino             |
| Vincenzo Ciacio Claudio Costa Sandro Filipozzi Aldo Manganaro                 | Atletismo                  | 4 × 400 m B1-B3 masculino        |
| Maria Erlacher                                                                | Ciclismo en ruta           | Ruta tándem clase abierta mixto  |
| Laura Presutto                                                                | Esgrima en silla de ruedas | Florete individual 3-4 femenino  |
| Laura Presutto                                                                | Esgrima en silla de ruedas | Espada individual 3-4 femenino   |
| Soriano Ceccanti Ernesto Lerre Carlo Loa                                      | Esgrima en silla de ruedas | Espada por equipos masculino     |
| Roberto Valori                                                                | Natación                   | 100 m libre S5 masculino         |
| Maria Nardelli                                                                | Tenis de mesa              | Indiviual 5 femenino             |
| Maria Nardelli Christina Ploner Patrizia Sacca                                | Tenis de mesa              | Equipo 5 femenino                |
| Oscar De Pellegrin                                                            | Tiro                       | Olympic Match SH3 mixto          |
| Giampiero Mercandelli                                                         | Tiro con arco              | Individual AR1 masculino         |
| Davide Albertini                                                              | Yudo                       | –60 kg masculino                 |
| Matteo Ardit                                                                  | Yudo                       | –78 kg masculino                 |
| Franz Gatscher                                                                | Yudo                       | +95 kg masculino                 |